# جعفرقلی راهب
جعفرقلی راهب (زادهٔ ۱۳۳۰ رامسر - درگذشته ۱۳۹۴ رامسر) نمایندهٔ حوزهٔ انتخابیهٔ تنکابن و رامسر در دورهٔ هفتم مجلس شورای اسلامی بوده‌است. وی پیش‌تر در دورهٔ پنجم نیز عضو این مجلس بود.